# Robin Emig
Robin Emig, né le 6 juin 2001 à Marseille, est un athlète français, spécialiste du saut à la perche.

## Biographie
Il se révèle en 2019 en se classant troisième des championnats d'Europe juniors à Borås en portant son record à 5,31 m.
En 2023 à Espoo, il remporte la médaille d'argent des championnats d'Europe espoirs avec 5,66 m, devancé par le Finlandais Juho Alasaari. Il remporte cette même année les titres de champion de France espoirs en salle et en plein air.
Il améliore son record personnel en franchissant 5,75 m En janvier 2024 à Dévoluy, puis réédite cette performance en février 2024 à Miramas.

## Palmarès
| Date | Compétition                   | Lieu  | Résultat | Épreuve          | Performance |
| ---- | ----------------------------- | ----- | -------- | ---------------- | ----------- |
| 2019 | Championnats d'Europe juniors | Borås | 3e       | Saut à la perche | 5,31 m      |
| 2023 | Championnats d'Europe espoirs | Espoo | 2e       | Saut à la perche | 5,66 m      |

## Records
| Épreuve          | Performance | Lieu            | Date                          |
| ---------------- | ----------- | --------------- | ----------------------------- |
| Saut à la perche | 5,75 m      | Dévoluy Miramas | 5 janvier 2024 2 février 2024 |